# ليونارد راسيل
ليونارد راسيل (بالإنجليزية: Leonard Russell)‏ هو لاعب كرة قدم أمريكية أمريكي، ولد في 17 نوفمبر 1969 في لونغ بيتش في الولايات المتحدة.

## وصلات خارجية
- ليونارد راسيل على موقع مرجع كرة القدم المحترفة.كوم (الإنجليزية)